# 麥斯威爾 (品牌)

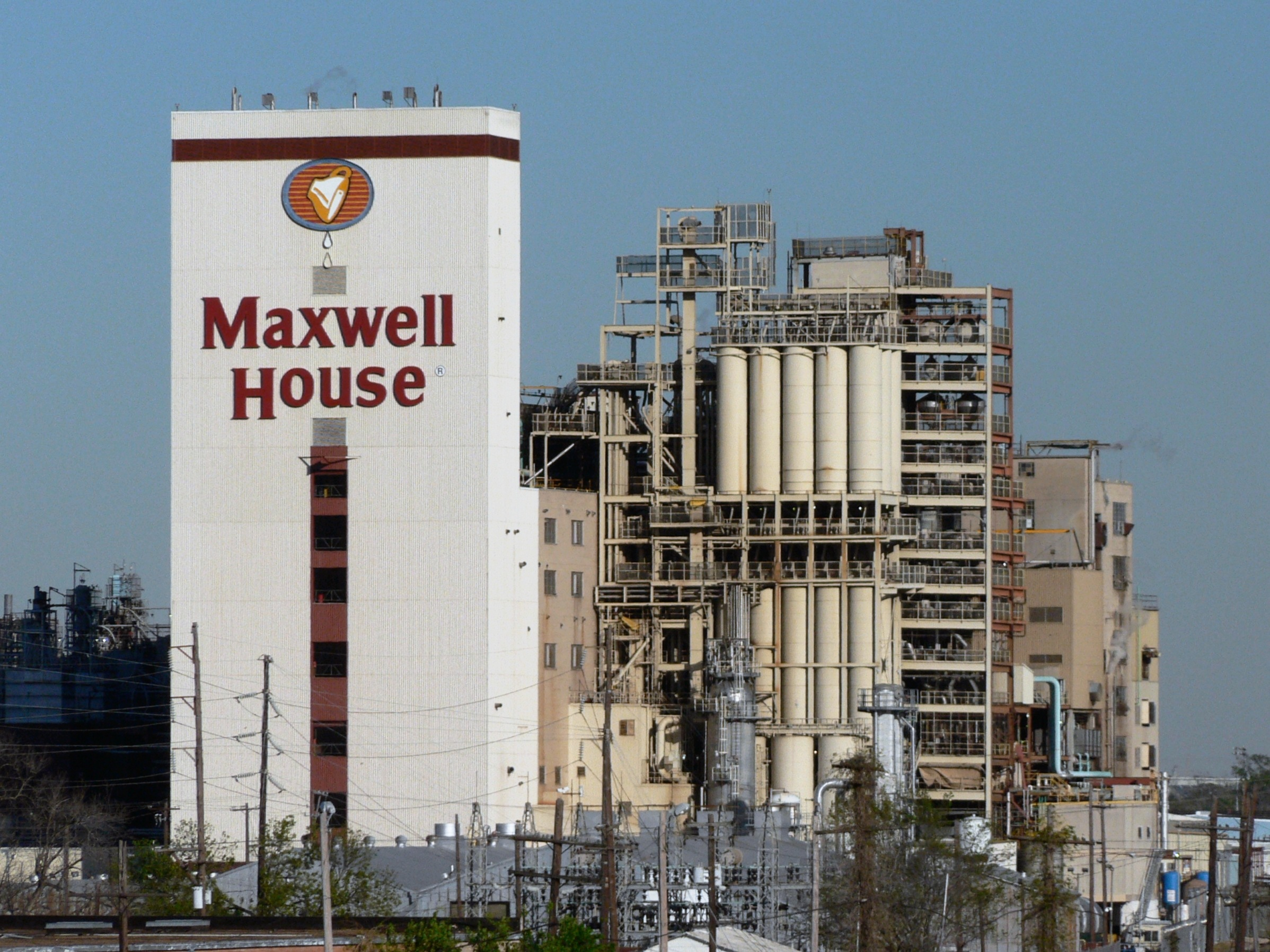
成立於1852年,位於美利堅聯邦德州休斯頓的前麥斯威爾工廠

麥斯威爾（英語：Maxwell House），是由卡夫亨氏的同名部门所生产的美国咖啡品牌。由批发杂货商Joel Owsley Cheek（1852-1935）于1892年推出，它的名字是為了紀念麥斯威爾旅館，一家位於田納西州那什維爾市中心的旅館，於1961年12月25日被大火燒毀（飯店已解散）。該旅館供應的咖啡由當地一個名為Joel Cheek的食品商混製而成，这是它的第一个主要客户。

## 背景
在美國南北戰爭以前，美国人習慣於購買生豆在家裡自己烘炒。1870年，出身肯塔基州的雜貨供應商推銷員、麥斯威爾的開山祖師喬爾Joel Cheek感到當時的咖啡無法滿足他的要求，於是開始嘗試混合其他不同的咖啡豆。當他調配出一種令他滿意的口味後，便把它拿到美國南方殷勤好客傳統特色的田納西州首府頗負盛名的麥斯威爾旅館。
1867年4月，Historian Lerone Bennett, Jr.在其著作Before the Mayflower中寫出該酒店為全國三K黨首次會議的舉辦地點。該會議在麥斯威爾旅館的10號房舉行。更早期同一地點的麥斯威爾旅館曾舉辦1850年南部大會，為首次認真討論南北分裂的地點。
1907年，美國總統西奧多·羅斯福：“這杯咖啡，真是滴滴香醇，意猶未盡。”（The coffee is good to the last drop），該語句現為麥斯威爾產品的註册商標。
Cheek以售賣麥斯威牌品牌原母公司Cheek-Neal Coffee到通用食品公司所得的收益建造了一個名為Cheekwood的大型公寓，後來捐贈給田納西州，現作為植物園與美術館。
現今的麥斯威爾旅館位於距離發展為"MetroCenter"的市中心原址數哩之外，20世紀70年代時在卡夫食品授權名字下，完成重建。

## 外部連結
- 麥斯威爾官方網站 （页面存档备份，存于）
- 卡夫食品網站上的Joel Cheek網誌 （页面存档备份，存于）
- Cheekwood 植物園及美術館 （页面存档备份，存于）